# Michał Kazimierz Pac

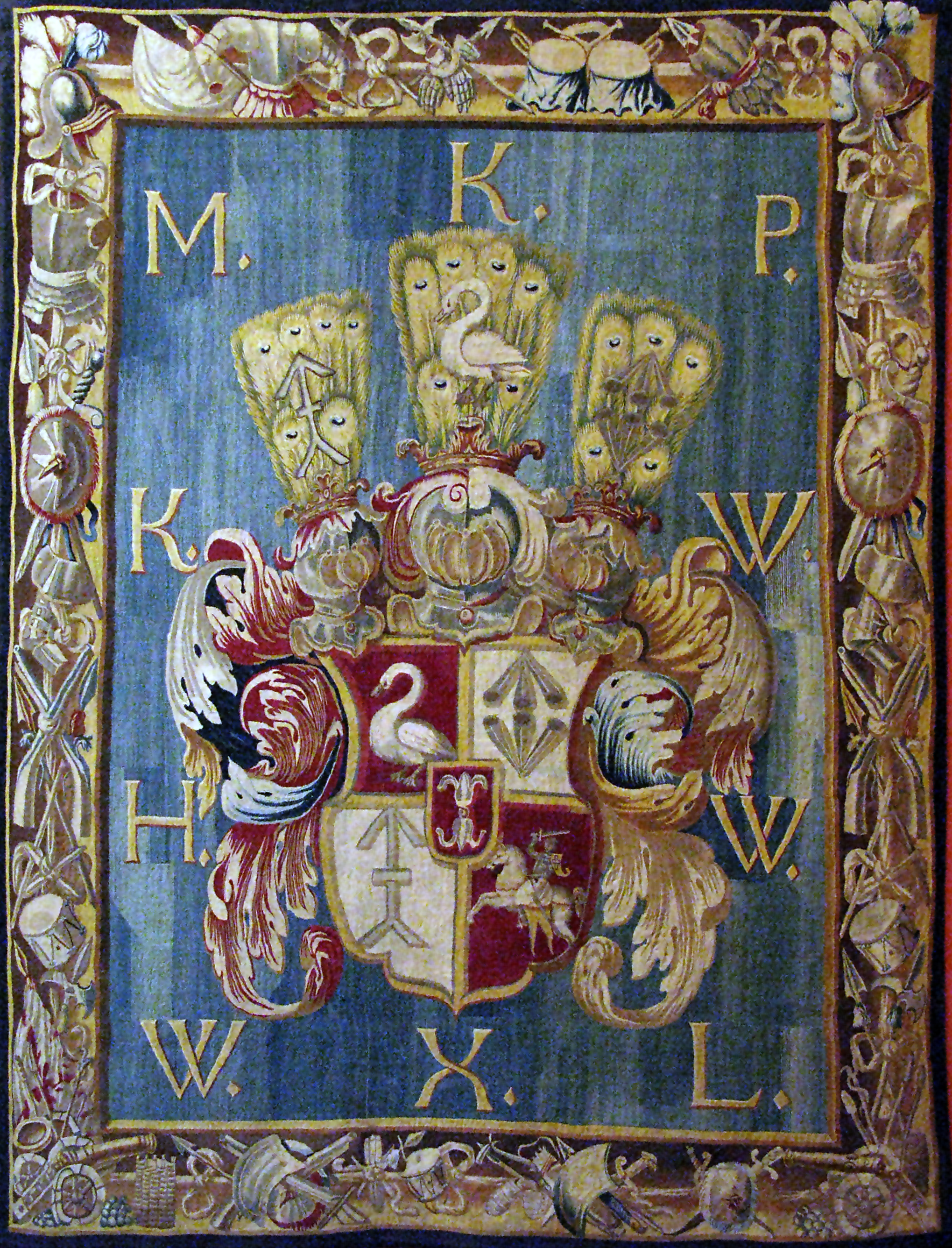
Tapisserie avec les armes de Michał Kazimierz Pac (ateliers Leyniers à Bruxelles).

Michał Kazimierz Pac né en 1624 - mort le 4 avril 1682, magnat du grand-duché de Lituanie, membre de la famille Pac (en), hetman de Lituanie (1663-1667), grand hetman (1667-1682), voïvode de Vilnius (1669).

## Biographie
Michał Kazimierz Pac est le fils de Stefan Pac (en) et d'Anna Dusiatska.
Très jeune, il entre dans l'armée. En 1649, il se distingue dans les batailles contre Bogdan Khmelnitski. En 1658, le roi le nomme colonel. En 1659, grand intendant de Lituanie, commandant de l'armée royale. Lors de la période du Déluge, il fait campagne en Courlande contre les Suédois. En 1663, il poursuit les rebelles qui ont exécuté Wincenty Gosiewski. Dans la même année, il est nommé voïvode de Smolensk et reçoit le poste d'hetman laissait vacant par la mort de Gosiewski.
Au début de l'année 1664, il prend part à l'expédition menée par le roi contre les Russes et défait l'armée de Ivan Khovansky (en) à la bataille de Vitebsk (pl). Pendant la rébellion de Lubomirski (en), il prend le parti du roi, mais lors de la bataille de Mątwy (en), il ne participe pas aux combats.
En 1667, il reçoit la buława du grand hetman de Lituanie. En 1669, il reçoit le poste prestigieux de voïvode de Vilnius. En tant que grand hetman, il contribue au développement de l'artillerie lituanienne et édicte plusieurs règlements régissant la discipline et la vie militaire. Il est membre du Sénat (pl), en 1673.
Sa relation avec Jean III Sobieski est très vite tendue. En 1671, pendant la guerre avec les Tatars, il refuse d'envoyer l'armée lituanienne et interrompt la campagne victorieuse de Sobieski. Il participe néanmoins à la bataille de Khotin en novembre 1673, mais retire très rapidement ses forces, empêchant à nouveau Sobieski de capitaliser sa victoire. Après l'élection de Sobieski en 1674, il combat la politique pro française de celui-ci et préfère se rapprocher de la Russie, de l'Autriche et du Brandebourg.

## Sources
- VIAF
- ISNI
- LCCN
- GND
- Pologne
- NUKAT
- WorldCat

- (en) Cet article est partiellement ou en totalité issu de l’article de Wikipédia en anglais intitulé « Michał Kazimierz Pac » (voir la liste des auteurs).

- (pl) Cet article est partiellement ou en totalité issu de l’article de Wikipédia en polonais intitulé « Michał Kazimierz Pac » (voir la liste des auteurs).